# Kruittorenstraat (Tholen)
De Kruittorenstraat is een van de oudste straten in de stad Tholen in de Nederlandse provincie Zeeland.
Vanaf de Wal loopt de straat in noordelijke richting tot de Vossemeersepoort. De straat heeft zijn naam te danken aan de voormalige kruittoren.

## Historie
Na 1595 was de poort richting Oud-Vossemeer in gebruik als kruittoren. De kruittoren zelf is na de opheffing van de vesting in 1816 afgebroken. De oorspronkelijke Kruittorenstraat liep aan de stadszijde langs de middeleeuwse wal, die op 17e-eeuwse plattegronden goed te zien is, van de Dalemsestraat tot voorbij de Ten Ankerweg. Er dan reeds sprake van enige bebouwing. In het begin van de 19e eeuw werd de stadswal geëgaliseerd en werden er meer huizen gebouwd. In 1907 lag de straat tussen de Dalemsestraat en de Noordbeer die in 1929 vervangen was door een dijk.
De naam Kruittorenstraat werd op 18 oktober 1907 door de B & W vastgesteld.